# Joel Shankle
Joel Warren Shankle (* 2. März 1933 in Fines Creek, North Carolina; † 8. April 2015) war ein US-amerikanischer Leichtathlet.
Shankle besuchte die Duke University und wurde 1955 NCAA-Meister im Weitsprung sowie Dritter im Rahmen der AAU-Meisterschaften im Zehnkampf. Seinen bedeutendsten Erfolg feierte er bei den Olympischen Spielen 1956 in Melbourne. Dort gewann er im 110-Meter-Hürdenlauf die Bronzemedaille hinter seinen Landsleuten Lee Calhoun und Jack Davis.
Joel Shankle war 1,93 m groß und hatte ein Wettkampfgewicht von 79 kg. Nach Ende seiner Sportlerlaufbahn wurde er Pilot bei American Airlines.